# Assais-les-Jumeaux
Assais-les-Jumeaux – miejscowość i gmina we Francji, w regionie Nowa Akwitania, w departamencie Deux-Sèvres.
Według danych na rok 1990 gminę zamieszkiwało 808 osób, a gęstość zaludnienia wynosiła 15 osób/km² (wśród 1467 gmin regionu Poitou-Charentes Assais-les-Jumeaux plasuje się na 380. miejscu pod względem liczby ludności, natomiast pod względem powierzchni na miejscu 26.).

## Polacy w Assais-les-Jumeaux
Po inwazji niemieckiej na Polskę we wrześniu 1939 r., została podpisana w Paryżu między rządem polskim i francuskim umowa o utworzeniu Armii Polskiej we Francji pod wyższym dowództwem francuskim. Już w październiku francuski sztab wojskowy decyduje o założeniu w departamencie Deux-Sèvres, między Veluché a Airvault, obozu, położonym w lesie dla dwóch polskich dywizji, liczących razem 32 000 żołnierzy. Miejsce to leży obecnie na terenie gminy Assais-les-Jumeaux.